# 長瀞町郷土資料館

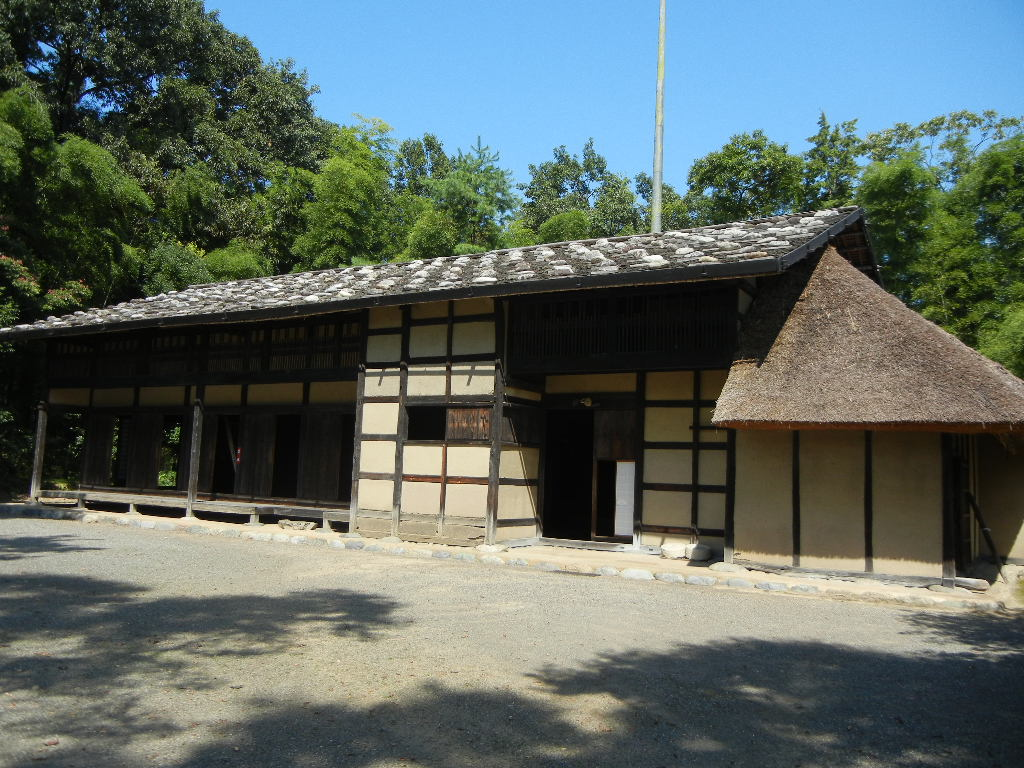
旧新井家住宅（重要文化財）

長瀞町郷土資料館（ながとろまちきょうどしりょうかん）は、埼玉県秩父郡長瀞町にある博物館。敷地内には旧新井家住宅が移築されており、国の重要文化財に指定されている。

## 概要
長瀞町を中心とした民俗資料を展示している。中野上地区にあった江戸時代中期（1725年）築の養蚕農家の民家（旧新井家住宅）が移築されており、1971年に国の重要文化財にされた。

## 所在地
- 埼玉県秩父郡長瀞町大字長瀞1164番地